# Hans-Peter Greiner
Hans-Peter Greiner (* 25. Dezember 1943 in Ulm) ist ein deutscher Jurist. Er gehörte von 1993 bis Ende 2008 dem Bundesgerichtshof als Richter an. Daneben verfasste er unter anderem ein als grundlegend für die praktische Arbeit auf dem Gebiet der Arzthaftung geltendes Buch.

## Werdegang
Hans-Peter Greiner begann seine Laufbahn 1972 im höheren Justizdienst des Landes Baden-Württemberg, wo er zunächst am Amts- und am Landgericht Ulm als Richter tätig war. 1974 wurde er dann Staatsanwalt beim Landgericht Ulm, um 1975 dann erneut Richter am Landgericht Ulm zu werden. 1985 wurde er dann zum Richter am Oberlandesgericht Stuttgart ernannt und gehörte in der Folge unterschiedlichen Zivilsenaten des Oberlandesgerichtes an. 1995 wurde er dann Richter am Bundesgerichtshof. Zunächst war er dort im mit Patentrecht befassten  X. Zivilsenat tätig, wechselte aber im Juli 1996 in den mit Arzthaftungsrecht befassten VI. Zivilsenat des Bundesgerichtshofes. 2002 wurde Hans-Peter Greiner stellvertretender Vorsitzender des VI. Senates und vertrat seinen Senat im Gemeinsamen Senat der obersten Gerichtshöfe des Bundes. Er gehörte dem Senat bis zu seiner Pensionierung zum 31. Dezember 2008 an und prägte dessen Rechtsprechung zum Arzthaftungs-, Persönlichkeitsrecht und zum Haftungsrecht.

## Schriften
- Arzthaftungsrecht. 5. Auflage. München 2006, ISBN 3-406-54959-4.